# 伊利沙伯二世的形象與人格特質
作為1952至2022年期間的英國君主及英聯邦元首，伊利沙伯二世的形象在她的統治期間備受關注。她的穿著樸素，因而以單色外套和配套帽子而聞名，這使她在人群中易於辨識。作為一位公眾人物，她出席了許多文化活動。她的主要興趣包括賽馬和攝影，並喜歡狗隻，特別是她的潘布魯克威爾斯柯基犬。她從小就有每天都吃果醬三明治的習慣，也喜歡吃炸魚薯條、巧克力完美派、配有果醬和濃奶油的司康、來自迪河的三文魚，以及莫克姆灣的罐裝蝦。由於她從未接受過媒體訪問，也避免公開討論她的個人意見，人們只能推測她對政治議題和其他問題的看法。

## 人格特質
有關伊利沙伯二世的性格與觀點的許多資訊，大多源自曾與她會面者的印象與描述而整理。加拿大前總理威廉·萊昂·麥肯齊·金在1944年英聯邦首相會議期間與當時的伊利沙伯公主共進晚餐後，於日記中寫道：「她舉止十分自然，絲毫沒有怯場。」
加拿大政治人物葉禮庭於2010年晉見伊利沙伯後表示，她「對荒謬事物的絕妙感知」令他印象深刻，並指出她的幽默感『......那種對人生的喜劇洞察，歷經六十年嚴苛的公眾生涯依然未減』。加拿大總督莊美楷在巴爾莫勒爾城堡作客後描述，目睹女王展現輕鬆自在的家庭生活：伊麗莎白與家人一同下廚（包括她自創的沙拉醬配方），餐後還協力清洗餐具。同樣地，總督那泰善的副官邁克爾·胡德回憶，女王與夫婿曾親自駕車載客至桑德令罕府野餐，並協助分送飲食。
愛丁堡公爵菲利普親王的表妹帕梅拉·希克斯夫人形容伊麗莎白的性格「極具個人特質」。希克斯的母親追憶喬治六世駕崩時，正在肯亞與丈夫同行的伊麗莎白獲悉噩耗後說道：「我非常遺憾，但我們必須立即返回英國」。

## 信仰、活動和興趣

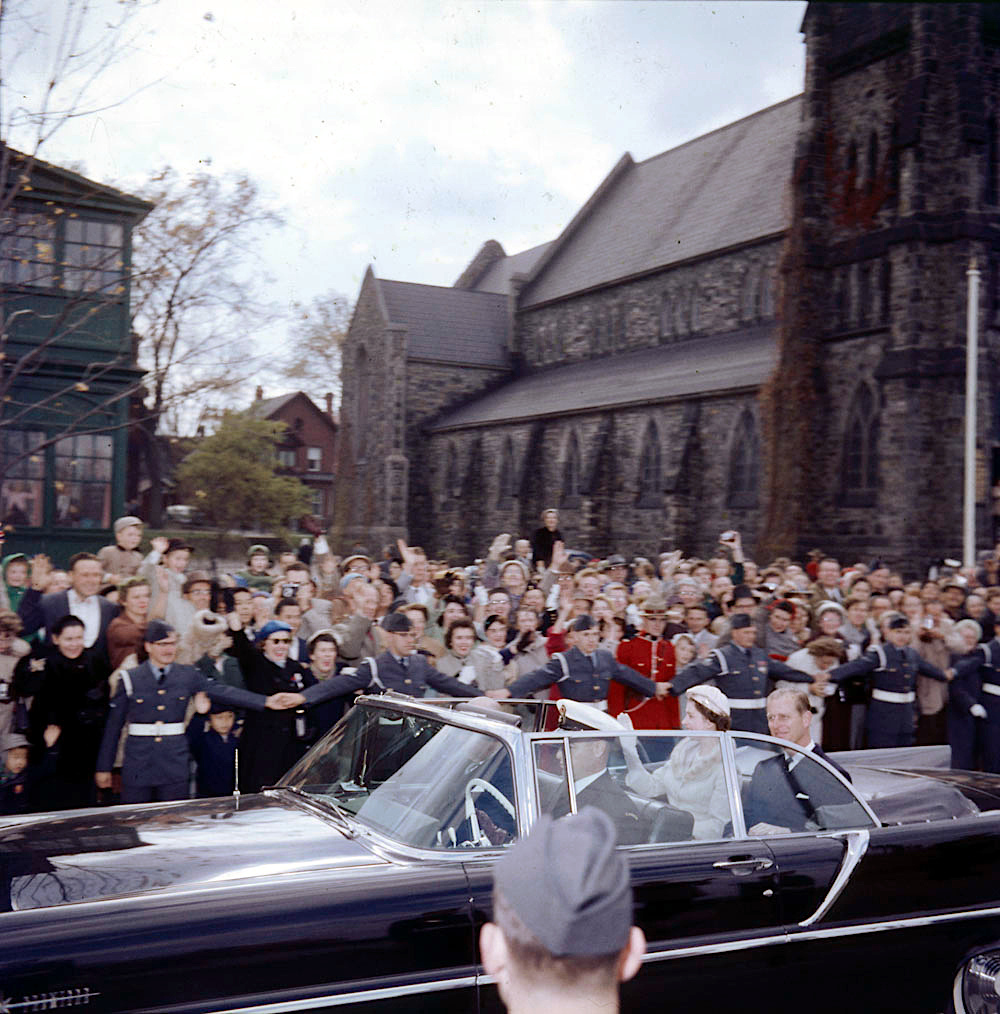
1957年，女王與愛丁堡公爵菲利普親王結束渥太華基督座堂的參訪後離去。

伊利沙伯二世具有深厚的宗教與公民責任感，她始終嚴肅對待加冕誓言。除了作為英國國教會最高領袖的官方宗教角色外，她同時參與英格蘭國教會與蘇格蘭國教會的禮拜活動。她積極支持跨宗教交流，曾會晤多位宗教領袖，包括五位教宗，分別為庇護十二世、若望二十三世、若望保祿二世、本篤十六世與方濟各。在其每年向英聯邦發表的聖誕文告中，常可見她對個人信仰的闡述。如在2000年，她表示：「對我們許多人而言，信仰至關重要。基督的教誨與我在上帝面前的個人責任，為我的人生提供了行事準則。與你們許多人一樣，在艱難時刻，我從基督的話語與榜樣中獲得極大慰藉。」
伊利沙伯二世擔任超過600個組織與慈善機構的贊助人。根據慈善援助基金會估算，她在位期間為這些贊助對象籌集超過14億英鎊的資金。女王的個人愛好包括馬術運動與飼養犬隻，尤其是潘布魯克威爾斯哥基犬。她對哥基犬的終身熱愛始於1933年飼養的第一隻皇家哥基犬「杜基」。
儘管伊利沙伯二世並非足球迷，且更鍾情於賽馬，她曾向前英格蘭足球代表隊主帥艾歷臣透露，她最喜愛的球員是前利物浦射手米高·奧雲。

### 政治立場

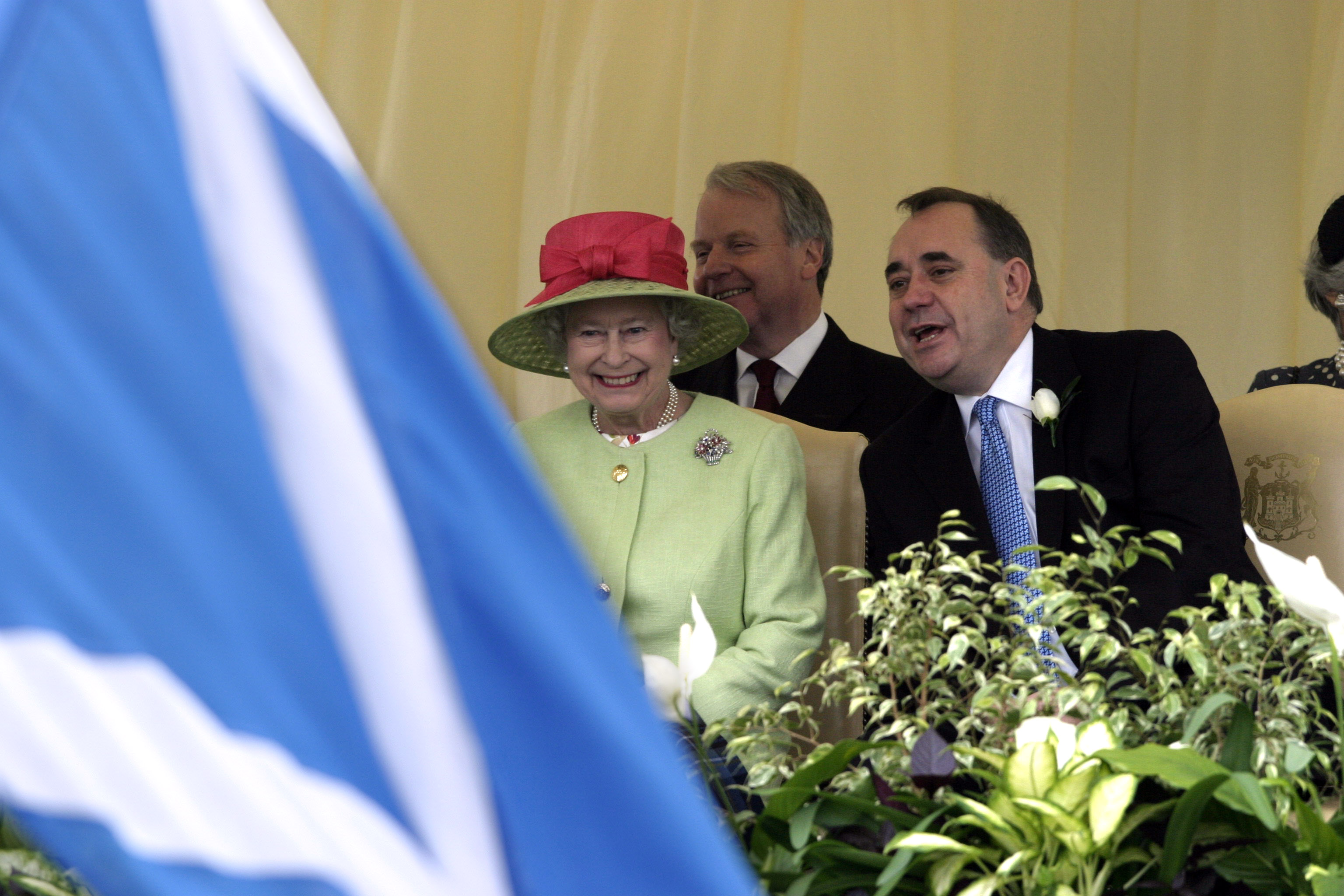
女王於2007年蘇格蘭議會開幕典禮上與薩蒙德同框。據媒體報導及多位政治人物透露，女王私下對蘇格蘭獨立運動持反對立場。

伊利沙伯二世極少接受採訪，亦很少表達她的政治立場。在禮儀規範下，詢問或透露君主的看法是不適當的。
加拿大總理威廉·萊昂·麥肯齊·金記錄了一次在1945年10月23日與英王喬治六世的會面，當時伊利沙伯公主也在場。麥肯齊·金在日記中寫道：“談話中提到了希特勒......國王表示可惜希特勒沒有被槍斃。伊利沙伯公主則說，她本可以親手槍斃他。”
儘管女王從未就種族隔離政策公開表態，但1961年——即南非舉行僅限白人參與的公民投票、以微弱多數廢除君主制並終止伊利沙伯二世元首地位的同一年——媒體捕捉到她在前一年阿克拉慶祝加納成立共和國（同樣廢除了女王的元首地位）的國宴上，與加納總統克瓦米·恩克魯瑪共舞的畫面。此舉被視為女王反種族隔離立場的象徵性表態，使南非白人政府深感不悅。加拿大前總理梅龍尼透露，1980年代期間，在制裁實行種族隔離的南非的議題上，女王始終與英聯邦多數總理立場一致，甚至不惜反對時任英國首相戴卓爾夫人。這項說法獲得英聯邦前秘書長施裡達斯‧蘭法爾呼應，他強調：「女王對反種族隔離如此堅定⋯⋯以致她再次與戴卓爾夫人的立場形成對立」。
1984年，她到訪《泰晤士報》報社期間，記者保羅·羅特利奇冒昧詢問她對1984-1985年英國礦工大罷工的看法。女王以「這完全關乎某個人」（暗指罷工領袖阿瑟·斯卡吉爾）回應，既展現了政治敏感度，又展現了中立原則。
2014年蘇格蘭獨立公投後，首相卡梅倫被拍到透露女王對結果「感到欣慰」。事實上，女王早前在巴爾莫勒爾教堂外對民眾表示希望人們「慎重考慮」的言論，已被視為經過精心設計的政治暗示。後續披露的文件顯示，這其實是應卡梅倫特別請求所作的謹慎表態。

## 公眾形象
1977年伊利沙伯二世登基銀禧之際，人群和慶祝活動都十分熱烈；然而進入1980年代，隨著女王子女的個人與工作生活成為媒體焦點，王室面臨的公眾批評與日俱增。至1990年代，女王聲望跌至低潮。在輿論壓力下，她首度開始繳納所得稅，也對外開放白金漢宮。儘管當時英國共和主義的支持度創新高，但共和理念仍屬少數觀點，而女王個人始終保持著較高的民意支持率。批評聲浪主要針對君主制度本身及王室家族的言行，而非女王本人的行為舉措。這種對君主制的不滿在威爾斯王妃戴安娜去世時達到頂峰，不過隨著戴安娜逝世五日後，女王向全球發表的電視講話，其個人聲望與君主制的整體支持度均顯著回升。

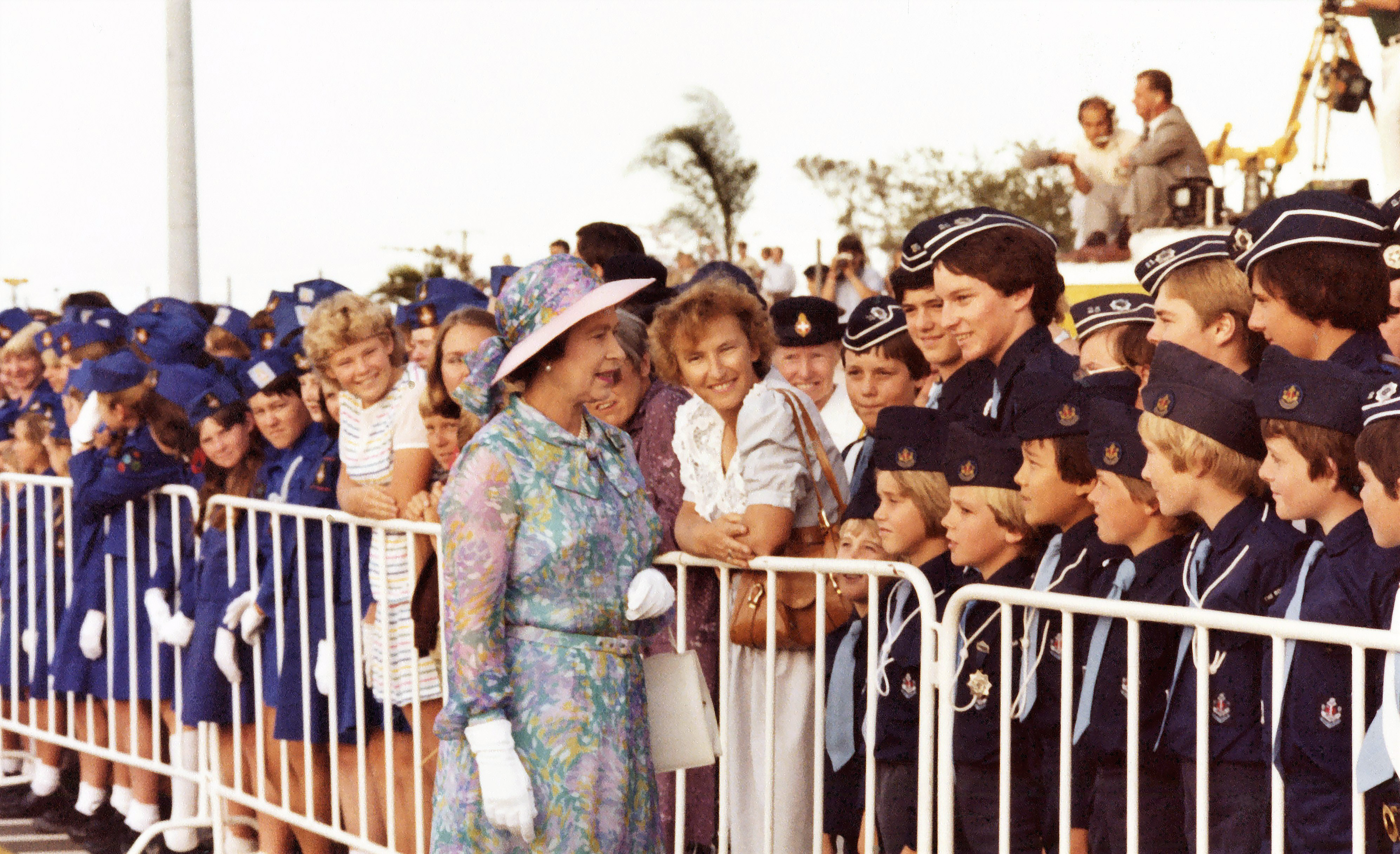
1982年，伊利沙伯二世到訪澳洲布里斯班

1999年11月，澳洲共和制公投結果顯示，多數選民支持保留現行制度，而非改為間接選舉國家元首。許多共和派人士認為，君主制能在澳洲存續，關鍵在於伊利沙伯二世個人的崇高聲望。2010年，時任總理朱莉亞·吉拉德指出，澳洲民眾對女王懷有「深厚情感」，任何關於君主制的公投都應待其統治結束後再議。曾領導1999年共和運動，並在朱莉亞·吉拉德任期結束後接任總理的譚保也認同，在女王有生之年，澳洲不可能通過共和制提案。譚保在2021年表示：「她是一位非凡的國家元首，坦白說，在澳洲，忠於伊利沙伯的人恐怕比支持君主制的人還多。」類似情況也在2008年圖瓦盧與2009年聖文森特和格林納丁斯的公投中出現，兩國選民均否決了改制共和的提案。
在白金禧年期間進行的民調顯示，英國民眾對維持君主制的支持度依然穩固，而女王個人聲望始終居高不下。截至2021年，她在蓋洛普最敬佩的人民意調查中仍然是全球第三大最受尊敬的女性，她曾入選該榜單52次，是史上進入前十名次數最多的女性。

## 媒體報導
1950年代，初登王位的年輕女王伊利沙伯二世被塑造成光鮮亮麗的「童話女王」形象。經歷第二次世界大戰的創傷後，人們充滿期望，期待「新伊利沙伯時代」帶來的進步與成就。雖然仍有對伊利沙伯二世的負面評價，如阿爾特林厄姆勳爵在1957年批評其演說「像自負女學生的言論」，但這些評論非常罕見。1960年代末，王室試圖透過電影《王室家族》及威爾斯親王授銜典禮的電視轉播，展現更現代化的君主制形象。
然而進入1980年代，隨著女王子女的個人與工作生活成為媒體焦點，王室面臨的公眾批評與日俱增。
然而在晚年，王室家族再度面臨輿論壓力。她的兒子安德魯王子因涉及愛潑斯坦和麥克斯韋爾的案件，以及與弗吉尼亚·朱弗雷的性侵指控訴訟而備受爭議。另一方面，她的孫子哈里王子和夫人梅根脫離英國皇室，隨後移居美國，引發軒然大波。

## 文化描寫

### 電影
- 《笑彈龍虎榜》：1988年電影，由查爾斯（英语：Jeannette Charles）飾演。
- 《吹夢巨人（英语：The BFG (1989 film)）》：1989年動畫電影，由桑納（英语：Angela Thorne）配音。
- ：2006年電影，由米蘭飾演。
- 《2012》：2009年電影，由理查德飾演。
- ：2010年電影，由威尔逊（英语：Freya Wilson）飾演。
- 《Cars 2：世界大賽》：2011年動畫電影，由蕾格烈芙配音。
- 《皇家公主出走記（英语：A Royal Night Out）》：2015年電影，由蓋登飾演。
- ：2015年動畫電影，由桑德斯配音。
- 《吹夢巨人》：2016年電影，由威爾頓（英语：Penelope Wilton）飾演。
- 《女王的柯基》：2019年動畫電影，由華特絲配音。
- 《再也不見2020》：2020年電影，由厄尔曼飾演。
- 《史賓賽》：2021年電影，由戈納德（英语：Stella Gonet）飾演。

### 電視
- 《豆豆先生》：動畫影集，伊丽莎白二世為配角之一。
- 《粉紅豬小妹》：動畫影集，由班克斯（英语：Morwenna Banks）配音。
- 《蓋酷家庭》：動畫影集，第十季第22集〈蓋酷家庭觀眾郵件2（英语：Family Guy Viewer Mail 2）〉，由布蘭琪配音。
- 《王冠》：由芙伊（第一、二季）、柯爾曼（第三、四季）及史道頓（第五、六季）飾演。

### 歌曲
- 《大道東》：1991年香港粵語流行曲，羅大佑及蔣志光合唱，當中「貴族朋友」、「正義朋友」及「漂亮朋友」所指為伊莉莎白二世。

## 貨幣上的圖像
由於伊丽莎白二世前後共統治三十餘個國家，她也是世界史上出現在最多國家和地區的郵票和貨幣的人，因此世界各地的人民對伊丽莎白二世的樣貌形象都不感陌生。

## 註腳
1. ↑  Cartner-Morley, Jess. . The Guardian (London). 10 May 2007. Sec. G2 p. 2  [10 May 2007]. （原始内容存档于19 March 2021）.
2. ↑  . Royal Household.   [18 January 2007]. （原始内容存档于12 February 2007）.
3. ↑  . Reader's Digest. 29 August 2022  [22 August 2023].
4. 1 2  King, William Lyon Mackenzie, , National Post, 10 September 2022  [12 February 2023] –PressReader
5. ↑  Hume, Michael. . Toronto Star. 2 July 2010  [2 November 2015]. （原始内容存档于5 February 2021）.
6. ↑  Delacourt, Susan. . Toronto Star. 25 May 2012  [2 November 2015]. （原始内容存档于16 January 2021）.
7. ↑  Laucius, Joanne, , Ottawa Citizen, 16 September 2022  [24 October 2023]
8. ↑  Perry, Simon. . People.   [2017-03-18]. （原始内容存档于3 February 2021）.
9. ↑    - , BBC News, 19 April 2006  [4 February 2007], （原始内容存档于8 December 2008）;
  - Shawcross 2002，第194–195頁
10. ↑  , Church of Scotland, 22 February 2010  [23 April 2022], （原始内容存档于25 January 2020）
11. ↑  , BBC News, 3 April 2014  [28 March 2017], （原始内容存档于28 May 2017）
12. ↑    - Fisher, Connie, , The Royal Family (The Royal Household), 25 December 2000  [18 April 2016], （原始内容存档于7 May 2016）;
  - Shawcross 2002，第236–237頁
13. ↑  , The Patron's Lunch, 5 September 2014  [28 April 2016], （原始内容存档于17 March 2016）
14. ↑  Hodge, Kate, , The Guardian, 11 June 2012  [25 February 2021], （原始内容存档于22 February 2021）
15. ↑  , The Royal Household,   [20 June 2010], （原始内容存档于21 March 2009）
16. ↑    - Bush 2007，第115頁;
  - Pierce, Andrew, , The Telegraph, 1 October 2007  [21 September 2012], （原始内容存档于10 January 2022）
17. ↑  .   [27 January 2023].
18. 1 2  Harris, Carolyn, , The Kingston Whig Standard, 13 December 2013  [12 February 2023]
19. ↑  Ramphal, Shridath, , The Round Table: The Commonwealth Journal of International Affairs (Taylor & Francis), 30 March 2021, 110 (2): 290–291  [12 February 2023], S2CID 233464382, doi:10.1080/00358533.2021.1904611
20. ↑  Walton, John, , BBC News, 16 January 1999  [19 November 2022], （原始内容存档于18 December 2022）
21. ↑  Dominiczak, Peter, , The Telegraph, 24 September 2014  [8 October 2018], （原始内容存档于9 January 2022）
22. ↑  Quinn, Ben, , The Guardian, 19 September 2019  [16 October 2022], （原始内容存档于7 November 2021）
23. ↑  Bond 2006，第97頁; Bradford 2012，第189頁; Pimlott 2001，第449–450頁; Roberts 2000，第87頁; Shawcross 2002，第1114–117頁
24. 1 2  Bond 2006，第117頁; Roberts 2000，第91頁
25. ↑  Bond 2006，第134頁; Pimlott 2001，第556–561, 570頁
26. ↑    - Pimlott 2001，第578頁;
  - O'Sullivan, Jack, , The Independent, 5 March 1996  [17 September 2011], （原始内容存档于12 December 2012）
27. ↑  Pimlott 2001，第578頁
28. ↑  Bond 2006，第134頁; Pimlott 2001，第624–625頁
29. ↑  Hardman 2011，第310頁; Lacey 2002，第387頁; Roberts 2000，第101頁; Shawcross 2002，第218頁
30. ↑  , The Guardian (Canberra), Associated Press, 17 August 2010  [16 October 2022], （原始内容存档于27 October 2022）
31. ↑  Ireland, Judith, , The Sydney Morning Herald, 15 July 2017  [16 October 2022], （原始内容存档于1 July 2021）
32. ↑  Lagan, Bernard, , The Times, Sydney, 9 March 2021  [16 October 2022], （原始内容存档于2 December 2021）
33. ↑  , BBC News, 26 November 2009  [26 November 2009], （原始内容存档于10 October 2021）
34. ↑    - Mills, Rhiannon, , Sky News, 7 September 2019  [26 September 2021], （原始内容存档于23 September 2021）;
  - Gallagher, Sophie; Hall, Harriet, , The Independent, 19 May 2021  [27 September 2021], （原始内容存档于27 September 2021）
35. ↑    - Beaver, Kelly; Skinner, Gideon; Garrett, Cameron, , Ipsos, 30 May 2022  [4 October 2022], （原始内容存档于20 September 2022）;
  - Kirk, Isabelle, , YouGov, 1 June 2022  [4 October 2022], （原始内容存档于4 October 2022）;
  - Ibbetson, Connor, , YouGov, 31 May 2022  [4 October 2022], （原始内容存档于2 October 2022）;
  -  (PDF), Ipsos, March 2022  [20 May 2022], （原始内容存档 (PDF)于16 May 2022）;
  - Merrick, Jane, , i, 2 June 2022  [4 October 2022], （原始内容存档于29 September 2022）;
  - , Ipsos, 30 May 2022  [4 October 2022], （原始内容存档于9 September 2022）;
  - , YouGov,   [4 October 2022], （原始内容存档于24 September 2022）
36. ↑  Smith, Matthew, , YouGov America, 14 December 2021  [14 December 2021], （原始内容存档于18 April 2022）
37. ↑  Bond 2006，第22頁
38. ↑  Bond 2006，第35頁; Pimlott 2001，第180頁; Roberts 2000，第82頁; Shawcross 2002，第50頁
39. ↑  Bond 2006，第35頁; Pimlott 2001，第280頁; Shawcross 2002，第76頁
40. ↑  Bond 2006，第66–67, 84, 87–89頁; Bradford 2012，第160–163頁; Hardman 2011，第22, 210–213頁; Lacey 2002，第222–226頁; Marr 2011，第237頁; Pimlott 2001，第378–392頁; Roberts 2000，第84–86頁
41. ↑    - Mills, Rhiannon, , Sky News, 7 September 2019  [26 September 2021], （原始内容存档于23 September 2021）;
  - Gallagher, Sophie; Hall, Harriet, , The Independent, 19 May 2021  [27 September 2021], （原始内容存档于27 September 2021）
42. ↑  Cai, Weiyi. . The Washington Post. 2015-09-08  [2017-03-18]. （原始内容存档于2021-01-23）.
43. ↑  08.06 EDT. . The Guardian.   [2017-03-18]. （原始内容存档于2021-01-23）.

## 外部連結
- The Royal Channel – The Queen's Message to all Canadians 1957 [the first live television address by Elizabeth II]
- Secrets from Queen Elizabeth’s royal flights revealed